# Cristallisation (procédé)
Pour les articles homonymes, voir Cristallisation (homonymie).

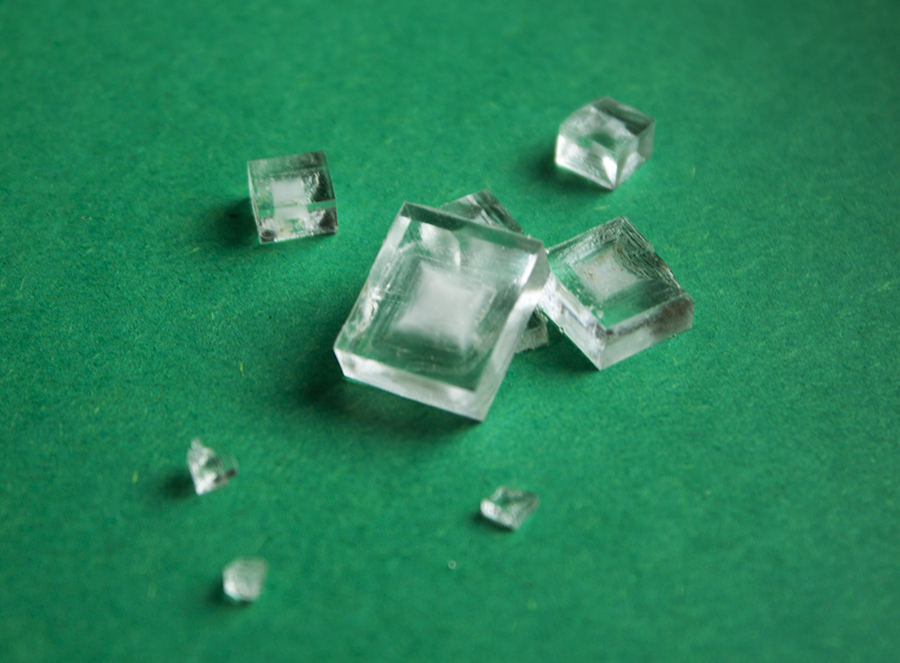
Cristaux de sel obtenus par cristallisation lente dans une saumure à température ambiante.

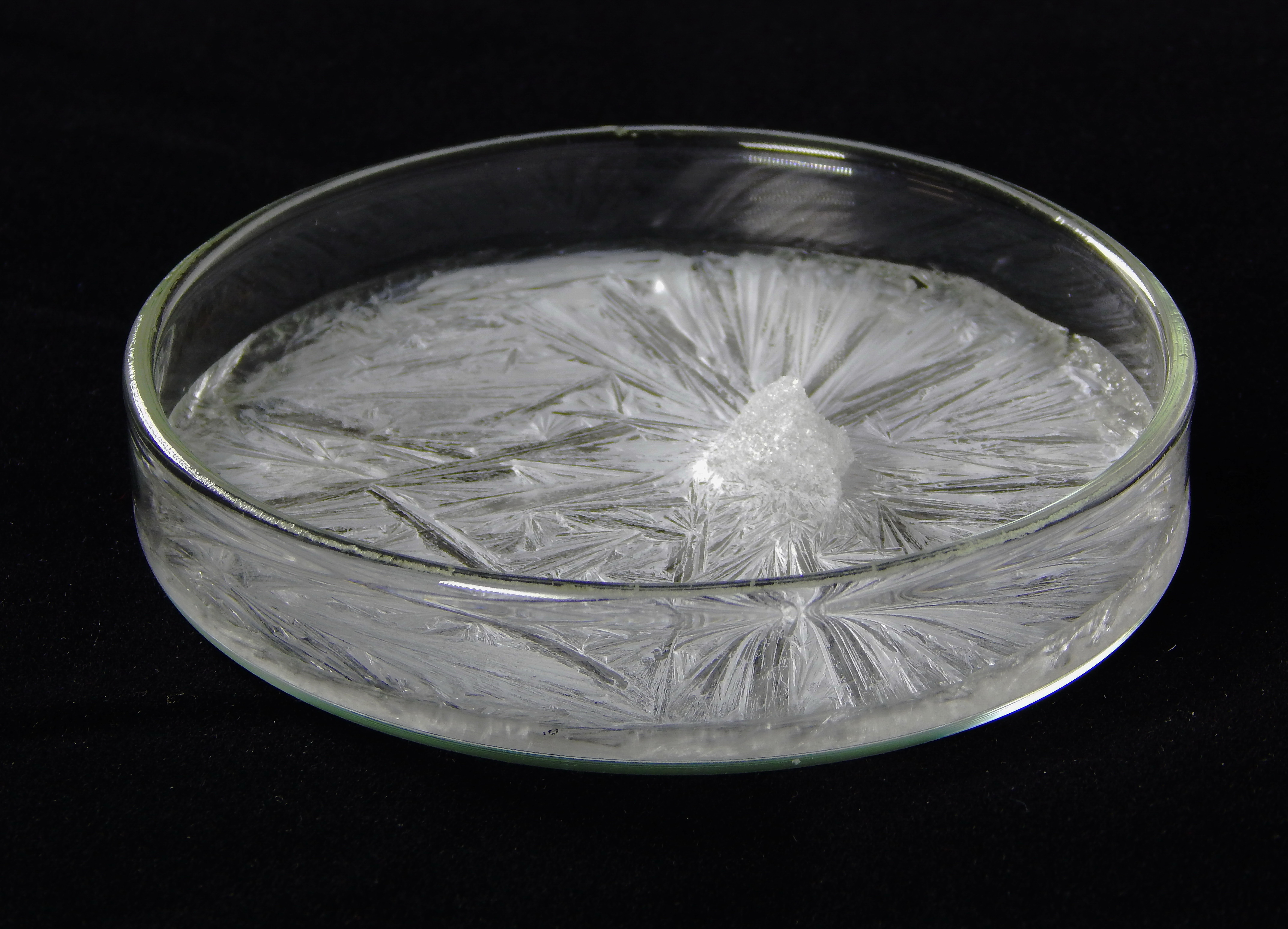

En génie chimique, la cristallisation est une opération unitaire consistant à isoler un produit sous forme de cristaux. La cristallisation est l’une des opérations physiques les plus anciennes pratiquées, avec l'évaporation de l’eau de mer pour isoler du sel.

## Les objectifs de la cristallisation
L’objectif de la cristallisation peut être :
- isoler un produit pour le récupérer sous forme solide ; c'est en quelque sorte l'inverse d'une dissolution ;
- purifier un produit : lors de la cristallisation, les impuretés sont rejetées dans la phase liquide ;
- conférer au produit la bonne forme cristalline (morphologie, taille de particules, structure cristalline…) afin de l'étudier par différentes techniques comme la diffraction des rayons X ou pour lui assurer la stabilité et la biodisponibilité nécessaire dans le cas d'une substance pharmaceutique (voir polymorphisme et forme galénique) ;
- dans le cas des polymères, accroître les propriétés mécaniques, voir Polymère semi-cristallin.

## Les modes de cristallisation
Plusieurs approches sont utilisées :
- transition de phase :
  - cristallisation à partir d'une phase vapeur : sublimation suivie par une condensation solide,
  - cristallisation à partir d'un milieu fondu : fusion suivie par une solidification ;
- cristallisation à partir d'une solution :
  - cristallisation par refroidissement : l'abaissement de la température de la solution provoque la diminution de la solubilité du produit en solution ce qui induit sa cristallisation,
  - cristallisation par évaporation : l'évaporation du solvant provoque l'augmentation de la concentration du produit en solution ce qui induit sa cristallisation. C'est cette méthode qui est utilisée dans les marais salants,
  - cristallisation par relargage : l'addition d'un sel ou d'un contre-solvant (qui ne dissout pas ou peu le produit à cristalliser) miscible avec le solvant provoque le relargage du produit en solution ce qui induit sa cristallisation. Idéalement, le contre-solvant solubilise les impuretés.

## Précipitation
La cristallisation est différente de la précipitation dans le sens où le produit cristallise lentement. La cristallisation est contrôlée pour éviter de piéger du solvant ou des impuretés dans les cristaux et pour obtenir la bonne forme cristalline.

## Recristallisation
La recristallisation est une étape de purification, en fin de synthèse. Le solide à purifier est dissous à reflux dans le minimum de solvant approprié. La solution obtenue est filtrée à chaud pour éliminer les impuretés éventuelles insolubles. Le filtrat est refroidi lentement pour faire cristalliser le produit. La suspension obtenue est filtrée pour séparer les impuretés solubles dans le solvant du produit désiré.